# Петровская набережная (Выборг)
Петро́вская на́бережная — набережная на территории Аннинских укреплений в Петровском микрорайоне Выборга на острове Твердыш. Пролегает по берегу Крепостного пролива от набережной Адмирала Апраксина до Петровского моста. Соединяется Крепостным мостом с Выборгским замком и набережной 30-го Гвардейского Корпуса. К набережной примыкают парк и площадь, также названные в честь императора Петра I.

## История
К середине XVI века почти вся территория Выборга в пределах городской стены была застроена. Поиск новых участков под строительство наряду со стремлением уклониться от уплаты таможенных пошлин за торговлю в городе привели к тому, что бедные горожане постепенно стали переселяться на полуостров Сииканиеми (фин. Siikaniemi, «Сиговый мыс», частью которого является Смоляной мыс, фин. Tervaniemi). К началу XVII века сформировалась хаотичная застройка мыса деревянными частными домами с огородами. 
В 1640 году шведским инженером А. Торстенсоном с помощью землемера А. Стренга был составлен первый регулярный план шведского Выборга, согласно которому город разделялся прямыми улицами на кварталы правильной геометрической формы. В 1642 году землемером Э. Аспегреном был разработан и проект перепланировки застройки мыса. 
Новая перепланировка застройки берегов пролива была проведена после взятия Выборга войсками Петра I в связи с возведением при императрице Анне Иоанновне крепости Короно-Санкт-Анны. Частные деревянные домики сменились зданиями военного назначения: провиантскими магазинами, пороховыми погребами, казармами и т.п. К ним относятся каменные здания инженерной команды, построенные в 1773 году по проекту архитектора К.И. Шпекле в стиле русского классицизма. В них располагались мастерские и квартиры командира и офицеров инженерной команды, а позднее Инженерное управление крепости. Непосредственно на берегу размещались складские помещения с пристанями: провиантские магазины военного ведомства и купеческие лабазы (амбары). По ним набережная получила название Магазинной или Амбарной улицы (швед. Magasins Gatan, фин. Makasiininkatu). После провозглашения независимости Финляндии официальным стал финский вариант названия. С 1929 года улица называлась фин. Tervaniemenranta — «набережная Смоляного мыса». 
После советско-финских войн (1939—1944) за набережной закрепилось название «Петровская». В 1950-х-1960-х годах, как и на набережной 40-летия ВЛКСМ, была отремонтирована причальная стенка, поставлены гранитные тумбы с узорчатой чугунной решёткой, доведённой до куртины Аннинских укреплений. Работы по облицовке берега гранитом проводились в 1962-1964 годах. В 1960-м году проезжая часть набережной, отделённая от пешеходной ивовыми насаждениями, была продлена на восток сквозь куртину, соединившись с новым автомобильным мостом, названным впоследствии Петровским. С этого времени набережная стала одной из важнейших транспортных артерий города, частью магистрального движения автотранспорта, следующего через Выборг. По ней проходит несколько автобусных маршрутов. 
С 2008 года, после введения нового административно-территориального деления Выборга, набережная относится к Петровскому микрорайону. В 2009 году часть Петровской набережной получила название набережной Адмирала Апраксина, а 2010 году на Петровской набережной состоялось торжественное открытие памятника Фёдору Апраксину, приуроченное к 300-летию взятия Выборга русскими войсками.
Практически все здания, расположенные на набережной, внесены в реестр объектов культурного наследия в качестве памятников архитектуры.

## Изображения
- Дом Инженерной команды и памятник Фёдору Апраксину
- Вид на набережную от Комендантского дома
- Петровский парк и место соединения с набережной Адмирала Апраксина
- Петровская площадь и центральная часть набережной
- Куртина Аннинских укреплений
- Место соединения с Петровским мостом